# شین‌مایوا
شین‌مایوا (انگلیسی: ShinMaywa) شرکت صنایع جنگ‌افزاری ژاپنی است، که در سال ۱۹۴۹ تأسیس شد.